# Christian Mohr (skulptör)

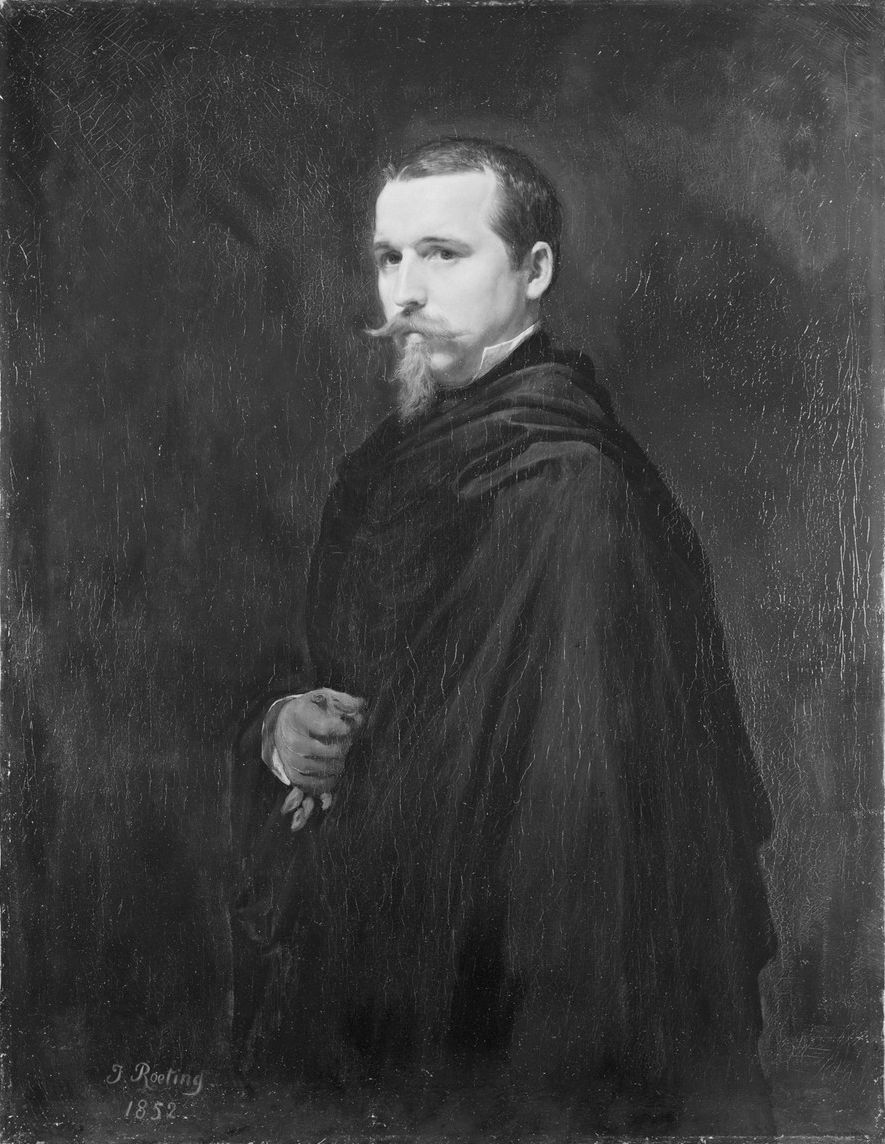
Christian Mohr, porträtterad av Julius Amatus Roeting, 1852.

Christian Mohr, född den 15 april 1823 i Andernach, död den 13 september 1888 i Köln, var en tysk skulptör.
Mohr studerade i Köln och blev domkyrkobildhuggare där. Han utförde många arbeten både för domen och för andra kyrkor i Köln.